# Vague de décès lors du hajj de 2024
 (septembre 2024).
La mise en forme du texte ne suit pas les recommandations de Wikipédia : il faut le « wikifier ».
Les points d'amélioration suivants sont les cas les plus fréquents. Le détail des points à revoir est peut-être précisé sur la page de discussion.
- Les titres sont pré-formatés par le logiciel. Ils ne sont ni en capitales, ni en gras.
- Le texte ne doit pas être écrit en capitales (les noms de famille non plus), ni en gras, ni en italique, ni en « petit »…
- Le gras n'est utilisé que pour surligner le titre de l'article dans l'introduction, une seule fois.
- L'italique est rarement utilisé : mots en langue étrangère, titres d'œuvres, noms de bateaux, etc.
- Les citations ne sont pas en italique mais en corps de texte normal. Elles sont entourées par des guillemets français : « et ».
- Les listes à puces sont à éviter, des paragraphes rédigés étant largement préférés. Les tableaux sont à réserver à la présentation de données structurées (résultats, etc.).
- Les appels de note de bas de page (petits chiffres en exposant, introduits par l'outil «  Source ») sont à placer entre la fin de phrase et le point final[comme ça].
- Les liens internes (vers d'autres articles de Wikipédia) sont à choisir avec parcimonie. Créez des liens vers des articles approfondissant le sujet. Les termes génériques sans rapport avec le sujet sont à éviter, ainsi que les répétitions de liens vers un même terme.
- Les liens externes sont à placer uniquement dans une section « Liens externes », à la fin de l'article. Ces liens sont à choisir avec parcimonie suivant les règles définies. Si un lien sert de source à l'article, son insertion dans le texte est à faire par les notes de bas de page.
- La présentation des références doit suivre les conventions bibliographiques. Il est recommandé d'utiliser les modèles {{Ouvrage}}, {{Chapitre}}, {{Article}}, {{Lien web}} et/ou {{Bibliographie}}. Le mode d'édition visuel peut mettre en forme automatiquement les références.
- Insérer une infobox (cadre d'informations à droite) n'est pas obligatoire pour parachever la mise en page.

Pour une aide détaillée, merci de consulter Aide:Wikification.
Si vous pensez que ces points ont été résolus, vous pouvez retirer ce bandeau et améliorer la mise en forme d'un autre article.

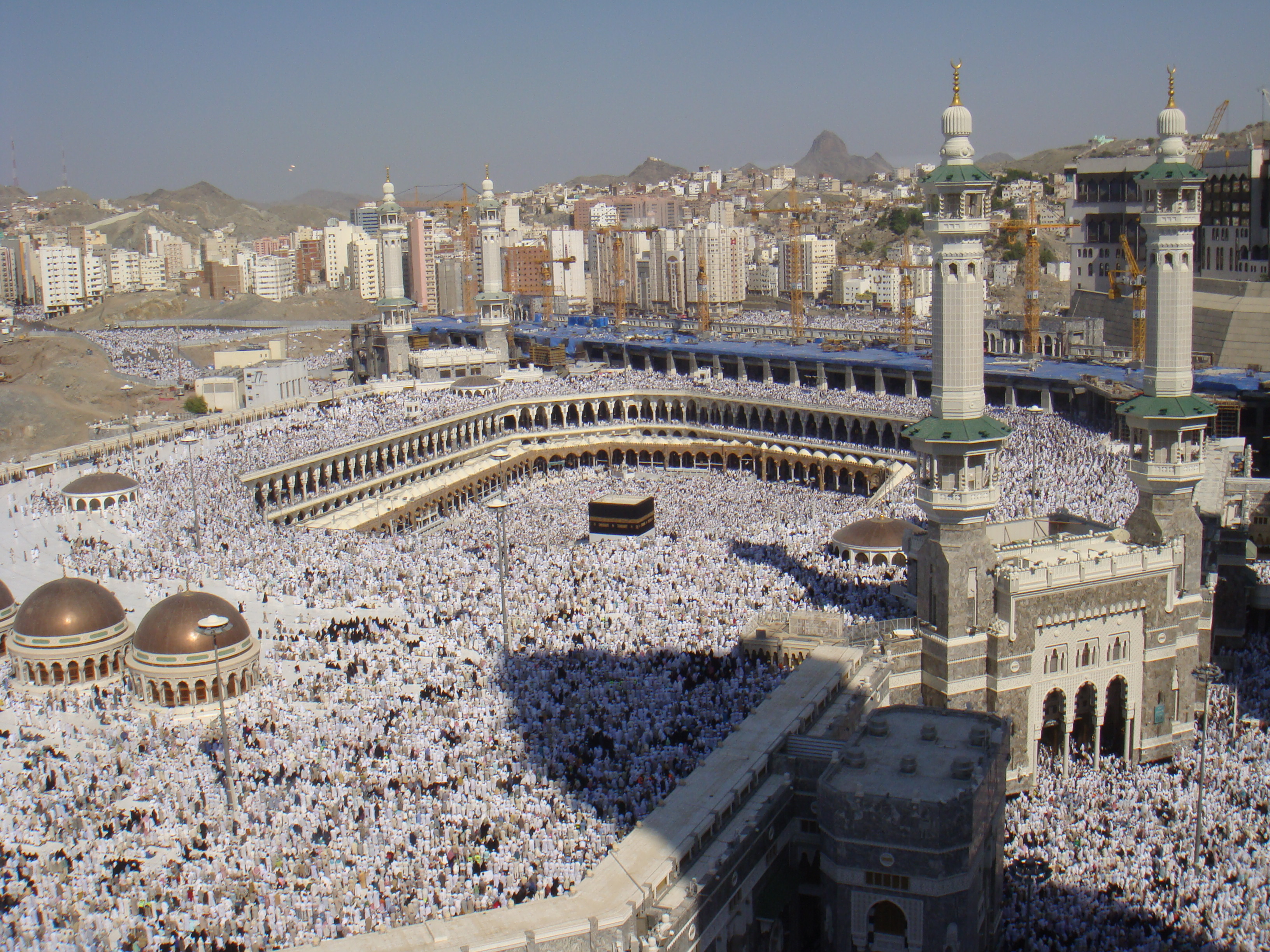
Mosquée visitée dans le cadre du hajj, avec en son centre la Kaaba.

Le hajj de 2024 est marqué par une vague de décès en raison d'une canicule.

## Contexte
Une étude saoudienne publiée en mai 2024 met en garde contre les conséquences du changement climatique sur le pèlerinage, affirmant que les températures sur les lieux où se déroulent les rituels augmentent de 0,4 °C tous les dix ans,.
Le hajj de 2024 a lieu du 14 et le 19 juin dans un contexte caniculaire. Les températures atteignent plus de 50 °C avec un pic à 51,8 °C degrés dans la ville sainte de la Mecque.

## Bilan
De nombreux pèlerins périssent en raison des chaleurs élevées. Le 17 juin 2024, on rapporte 22 victimes. Le lendemain, le bilan s'alourdit à 577, avant de passer à près de 1 000 le 20 juin 2024. Le 24 juin 2024, le bilan est de 1300 morts. Nombre d'entre eux se sont écroulés le long des routes. 
Des milliers d'autres pèlerins subissent des malaises et des cas d'épuisement dus à la chaleur.

### Bilan par nationalités
- 658 Égyptiens[9],[10]
- 145 ou 183 Indonésiens[11],[12]
- 99 Jordaniens[13]
- 98 Indiens[14],[8]
- 58 Pakistanais[15]
- 49 Tunisiens[11],[16]
- 31 Bangladais[17]
- 11 Iraniens[18]
- 6 Malaisiens[19]
- 8 Libyens [20],[21]
- 6 Somaliens[22]
- 5 Russes[23]
- 3 Sénégalais[5]

## Défaillance des autorités
Des témoignages font état d'une défaillance des autorités. Une pèlerine pakistanaise témoigne avoir « demandé à la sécurité d'appeler une ambulance ou quelque chose de ce genre, mais il n'y avait rien de tel ».
L'accès aux installations climatisées mises en place par les autorités saoudiennes est interdit à des milliers de pèlerins qui participent sans avoir payé pour obtenir les visas officiels.
Des pèlerins sont restés sans eau, sans nourriture et sans abris pendant de longs moments[évasif].